# Wahlkreis Südliche Weinstraße
Der Wahlkreis Südliche Weinstraße (Wahlkreis 49) ist ein Landtagswahlkreis in Rheinland-Pfalz.

## Wahlkreishistorie
Zur Landtagswahl von 1991 wurde das Wahlrecht in Rheinland-Pfalz reformiert. Hatte es zuvor als reines Listenwahlrecht fungiert, so wurde fortan – wie bei Bundestagswahlen und Landtagswahlen der meisten anderen Bundesländer – in ein Zweistimmenwahlrecht umgeändert, bei dem ein Teil der Abgeordneten direkt über Wahlkreise gewählt wird. Der Wahlkreis Südliche Weinstraße umfasste zunächst die Verbandsgemeinden Annweiler am Trifels, Bad Bergzabern, Herxheim und Landau-Land, alle Landkreis Südliche Weinstraße.
Zur Landtagswahl 2006 kam noch die Verbandsgemeinde Kandel aus dem benachbarten Wahlkreis Germersheim, der ein überdurchschnittliches Bevölkerungswachstum aufwies, dazu. Damit einhergehend umfasst er seither ein Gebiet, das über das Territorium des namensgebenden Landkreises hinausgeht. Zur Landtagswahl von 2016 gab der Wahlkreis die Verbandsgemeinde Annweiler an den Wahlkreis Pirmasens ab und erhielt vom Wahlkreis Landau in der Pfalz die Verbandsgemeinde Offenbach hinzu. Im Zuge einer grundlegenden Neuordnung der Wahlkreise im Bereich der Süd- und der Südwestpfalz wurde der Wahlkreis Südliche Weinstraße wieder in denjenigen Grenzen wiederhergestellt, die bei den Wahlen von 2006 und 2011 bestanden.
Der Wahlkreis wurde bisher stets von der SPD gewonnen. Als Wohnsitz des ehemaligen Ministerpräsidenten Kurt Beck (1994–2013) erlangte dieser seit der Einrichtung des Wahlkreises im Jahr 1991 bis 2011 stets das Direktmandat. 2016 und 2021 siegte sein Nachfolger Alexander Schweitzer.

## Wahl 2021
Bei der Landtagswahl 2021 vom 14. März 2021 entfielen im Wahlkreis auf die einzelnen Wahlvorschläge:
| Direktkandidaten     | Partei           | Wahlkreisstimmen in % | Landesstimmen in % |
| -------------------- | ---------------- | --------------------- | ------------------ |
| Alexander Schweitzer | SPD              | 41,3                  | 38,1               |
| Thomas Weiner        | CDU              | 25,3                  | 24,7               |
| Martin Schmidt       | AfD              | 10,4                  | 10,0               |
| Heiko Drieß          | FDP              | 7,1                   | 6,2                |
| Britta Horn          | Grüne            | 9,8                   | 9,3                |
| Lena Sophie Stapf    | Die Linke        | 3,2                   | 2,3                |
| –                    | Freie Wähler     | –                     | 3,9                |
| –                    | Piraten          | –                     | 0,5                |
| –                    | ÖDP              | –                     | 0,6                |
| –                    | Klimaliste       | –                     | 0,6                |
| Angelina Schüller    | Die PARTEI       | 3,0                   | 1,3                |
| –                    | Tierschutzpartei | –                     | 1,8                |
| –                    | Volt             | –                     | 0,8                |

Direkt gewählt wurde Alexander Schweitzer.

## Wahl 2016
Die Ergebnisse der Wahl zum 17. Landtag Rheinland-Pfalz vom 13. März 2016:
| Direktkandidaten                  | Partei    | Wahlkreisstimmen | Landesstimmen |
| --------------------------------- | --------- | ---------------- | ------------- |
| Alexander Schweitzer              | SPD       | 38,8 %           | 38,6 %        |
| Sven Koch                         | CDU       | 27,6 %           | 27,3 %        |
| Ulrich Teichmann                  | GRÜNE     | 6,7 %            | 5,5 %         |
| Volker Wissing                    | FDP       | 11,2 %           | 7,5 %         |
| Simon Bludovsky                   | DIE LINKE | 2,9 %            | 2,1 %         |
| Martin Schmidt                    | AfD       | 12,7 %           | 13,9 %        |
| -                                 | Sonstige  | –                | 5,1 %         |
| Wahlberechtigte: 64.000 Einwohner |           |                  |               |
| Wahlbeteiligung: 75,5 %           |           |                  |               |

## Wahl 2011
Die Ergebnisse der Wahl zum 16. Landtag Rheinland-Pfalz vom 27. März 2011:
| Direktkandidaten                  | Partei    | Wahlkreisstimmen | Landesstimmen |
| --------------------------------- | --------- | ---------------- | ------------- |
| Kurt Beck                         | SPD       | 53,3 %           | 40,8 %        |
| Ruth Hänling                      | CDU       | 28,5 %           | 30,6 %        |
| Sebastian Wüst                    | FDP       | 3,2 %            | 4,3 %         |
| Peter Kallusek                    | GRÜNE     | 10,6 %           | 15,8 %        |
| Markus Westermann                 | DIE LINKE | 2,2 %            | 2,2 %         |
| Karl-Heinz Silbernagl             | REP       | 2,1 %            | 1,3 %         |
| -                                 | Sonstige  | –                | 5,1 %         |
| Wahlberechtigte: 67.482 Einwohner |           |                  |               |
| Wahlbeteiligung: 67,9 %           |           |                  |               |

## Wahl 2006
Die Ergebnisse der Wahl zum 15. Landtag Rheinland-Pfalz vom 26. März 2006:
| Direktkandidaten                  | Partei     | Wahlkreisstimmen | Landesstimmen |
| --------------------------------- | ---------- | ---------------- | ------------- |
| Kurt Beck                         | SPD        | 58,1 %           | 48,1 %        |
| Georg Kern                        | CDU        | 27,1 %           | 28,8 %        |
| Ute Dorr                          | FDP        | 4,5 %            | 7,5 %         |
| Peter Kalussek                    | GRÜNE      | 4,5 %            | 6,3 %         |
| Peter Burkhart                    | REP        | 2,3 %            | 1,7 %         |
| Alfred Jenne                      | Tierschutz | 1,3 %            | 1,2 %         |
| Heidemarie Racké                  | WASG       | 2,1 %            | 2,3 %         |
| -                                 | Sonstige   | -                | 4,0 %         |
| Wahlberechtigte: 67.387 Einwohner |            |                  |               |
| Wahlbeteiligung: 64,1 %           |            |                  |               |

## Wahl 2001
Kurt Beck gewann den Wahlkreis mit 55,1 % der Wahlkreisstimmen. Das Ergebnis der Landesstimmen (bezogen auf das damalige Gebiet) lautete damals wie folgt:
- SPD: 46 %
- CDU: 33 %
- FDP: 7,2 %
- Bündnis 90/Die Grünen: 5,4 %
- Sonstige: 8,4 %